# كفر مويس
كفر مويس إحدى قرى مركز بنها التابع لمحافظة القليوبية بجمهورية مصر العربية.

## السكان
بلغ عدد سكان كفر مويس 6,534 نسمة، حسب الإحصاء الرسمي لعام 2006.